# Парня (Семенівський район)
Парня — колишнє село в Україні, у колишньому Семенівському районі Чернігівської області. Підпорядковувалось Карповицькій сільській раді.
Розташовувалося за 3 км на південний схід від Карповичів, за 2 км — від Лісківщини, на висоті 140 м над рівнем моря.
Складалося з єдиної вулиці протяжністю бл.600 м.
Виникло найімовірніше у 1-й третині 20 століття.
Станом на 1985 рік у селі проживало 10 жителів. Село постраждало внаслідок аварії на ЧАЕС і було віднесене до зони гарантованого добровільного відселення, жителі переселилися у інші місця і на початок 2000-х років село спорожніло.
27 серпня 2005 року Чернігівська обласна рада зняла село з обліку, оскільки в ньому ніхто не проживає.
Територія села швидко заростає лісом, однак лінія колишньої вулиці ще подекуди простежується на місцевості.